# Саатсеринна (нулк)
Са́атсеринна (эст. Saatserinna nulk), также Са́атсе (эст. Saatse nulk), на местном наречии Са́тсеринна (Satserinna nulk) — один из 12 нулков Сетумаа.
Центр нулка — деревня Саатсе. Параллельное народное название нулка — Кохопиймянулк (эст. Kohopiimänulk).

## География
Расположен частично на территории Эстонии, в волости Сетомаа уезда Вырумаа, и частично в Круппской волости Печорского района России (в 1918—1940 годах — на территории Печорского уезда Первой Эстонской Республики.

## История
Нулк получил своё название по названию деревни Саатсе. В письменных источниках 1903 года упоминается Satserina kolk, 1904 года — Satserinna nulk.

## Населённые пункты
В нулк Саатсеринна входят:
- официальные эстонские деревни Кундрузе (Кондрашово), Литвина (Литвинова), Паттина (Бататина), Пердаку (Бюрдовка), Сааболда (Заболотье), Саатсе (Зачеренье), Самарина (Шамаринка) и Улитина (Улитино) и бывшие деревни Котельника (Котельниково), Питсиня (Спицино), Сорахкна (Сюранка), Тсютски (Чудской конец) и Ворохка (Воронково);
- на территории Печорского района России — деревни Валдино, Ведерниково, Дуравино, Лядинка, Серпово и Ступино[2].

Согласно данным Якоба Хурта, к нулку Саатсеринна также относятся Ряэптсова (Большое Рябцово, эст. Rääptsova) и разрушенная Высовика (эст. Võsovika, часть деревни Паттина).

## Число жителей
Число жителей деревень эстонской части нулка Саатсеринна по данным переписи населения 2000 года, переписи населения 2011 года и по данным волостной управы Сетомаа по состоянию на 7 сентября 2021 года:
| Деревня   | 31 марта 2000 | 31 декабря 2011 | 7 сентября 2021 |
| --------- | ------------- | --------------- | --------------- |
| Кундрузе  | 10            | 5               | 14              |
| Литвина   | 20            | 9               | 13              |
| Паттина   | 17            | 12              | 8               |
| Пердаку   | 23            | 8               | 21              |
| Ряэптсова | 5             | 0               | 2               |
| Сааболда  | 34            | 18              | 20              |
| Саатсе    | 84            | 71              | 64              |
| Самарина  | 11            | 5               | 8               |
| Улитина   | 24            | 17              | 21              |
| ИТОГО     | 228           | 145             | 171             |

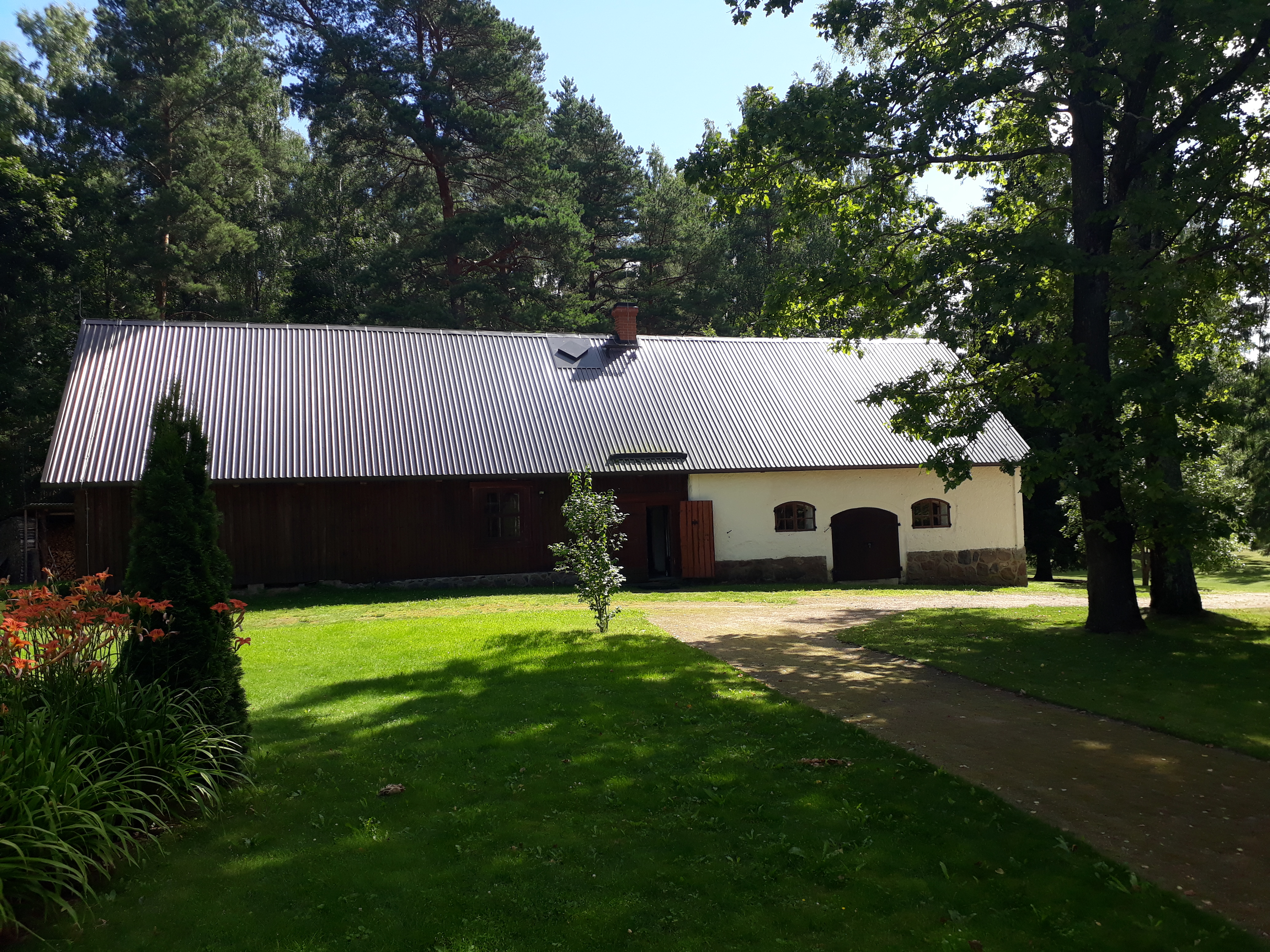
Музей сету в Саатсе

Число жителей русских деревень нулка Саатсеринна по состоянию на 2010 год, чел.:
| Деревня     | 2010 год, чел. |
| ----------- | -------------- |
| Валдино     | 0              |
| Ведерниково | 0              |
| Дуравино    | 64             |
| Лядинка     | 2              |
| Серпово     | 0              |
| Ступино     | 0              |
| Всего       | 66             |